# 한국건설기계산업협회
한국건설기계산업협회(韓國建設機械産業協會, Korea Construction Equipment Manufacturers Association ; KOCEMA)는 건설기계산업의 제반사업을 수행하고 회원 상호간의 친목과 공동이익 증진을 도모하여 건설기계산업의 건전한 발전과 국민경제의 향상 발전에 기여하기 위하여 설립된 법정법인이다. 경기도 성남시 분당구 쇳골로 48에 소재하고 있다.

## 설립 근거
- 산업발전법[5]

## 연혁
- 1994년 9월 8일 한국건설기계공업협회 창립. 초대 석진철(대우중공업 대표이사) 회장 취임
- 1994년 9월 26일 한국건설기계공업협회 법인 설립인가 (통상산업부)
- 1996년 2월 15일 제2대 추호석(대우중공업 대표이사) 회장 선임
- 1997년 1월      대륙간통계위원회(ISC) 가입
- 1998년 2월 24일 제3대 김형벽(현대중공업 대표이사) 회장 선임
- 2001년 2월 21일 제4대 김형벽(현대중공업 대표이사) 회장 선임
- 2002년 1월      세계산업차량통계(WITS) 가입
- 2002년 2월      ISO TC 127, 195 대한민국 간사기관 지정 (기술표준원)
- 2002년 6월      ISO TO 110 대한민국 간사기관 지정 (기술표준원)
- 2003년 6월 11일 한국건설기계연구조합 설립 (과학기술부 인가)
- 2004년 2월 12일 제5대 양재신(대우종합기계 대표이사) 회장 선임
- 2004년 9월 1일 차세대 수출전략형 휠로우더, 크레인 기술개발
- 2006년 2월 21일 제6대 최승철(두산인프라코어 대표이사) 회장 선임
- 2007년 9월 1일 경량굴삭기 연구개발사업 개시
- 2007년 2월 14일 제7대 최승철(두산인프라코어 대표이사) 회장 선임 및 한국건설기계산업협회로 명칭 변경
- 2009년 3월 10일 표준화개발 협력기관 선정 및 업무 수임
- 2010년 3월 30일 제8대 최승철(두산인프라코어 대표이사) 회장 선임
- 2010년 10월 22일 한국건설산업협회 사무실 이전 (경기도 성남시 분당구 금곡동 35)
- 2012년 2월 22일 제9대 최병구(현대중공업 사장) 회장 선임. 건설기계기술포럼 출범
- 2012년 8월 24일 건설기계종합지원센터 준공식 (전라북도 군산시 오식도동 제2국가산업단지)
- 2014년 7월 25일 제10대 김정래(현대중공업 사장) 회장 선임
- 2015년 4월 16일 제11대 손동연(두산인프라코어 대표이사) 회장 선임

## 주요 업무
- 기술개발

건설기계에서 수요가 많고 경제적, 기술적 파급효과가 큰 부품을 중심으로 기술융합화, 글로벌 소싱을 통한 경쟁력강화, 핵심원천기술의 국산화 및 친환경화 가능한 장비/부품의 개발을 정부기관과 연계하여 지속적으로 지원
- 표준화

표준개발협력기관(COSD, Co-operation Organization for Standards Development) 정부로부터 국가표준 개발·관리업무를 이양받은 법인이나 단체로서 지정분야의 전문성과 대표성을 가진 표준화 전문기관
- 제도개선

회원사 상호간의 정보교류를 바탕으로 업무추진의 현안, 애로사항을 도출하여 정부기관 정책제도 개선 건의, 유관기관과의 협력강화 등의 활동을 통해 회원사 권익옹호를 위한 건설기계 산업계의 대변인 역할수행
- 안전관리, 형식승인 지원

- 중고건설기계수출지원사업

- 한국국제건설기계전(CONEX KOREA)개최

- 해외마케팅 지원(해외전시회, 수출컨소시엄)

- 조사통계

국내외 건설기계 관련 정책자료 및 기술동향 정보 수집
국내외 건설기계 수급동향 및 통계 수집·분석 및 대회원사 서비스대 회원사 정보 서비스 제공
전산망 및 홈페이지 구축·운영을 통한 각종 정보 서비스 제공
건설기계산업지 발간(격월)
국제 통계프로그램 참여(ISC, WITS)
건설기계산업현황 발간(수시)
해외 시장동향 및 투자환경 설명회 개최
- 국제협력

해외 건설기계 생산단체와의 지속적인 정보교환 및 정기적인 교류활성화, 협회 주요 회원사의 다국적화에 따른 협력기반 구축 및 사업다각화, 해외 주요 건설기계업체와의 기술협력 지원, 외자유치 등 지원체제 구축
- 공동구매사업(철강소재 등)

## 조직

### 상근부회장
| 경영지원단 | - 전략기획실 - 마케팅지원실 | - 기술표준실 - 안전관리실 |

## 소속기관
- 한국중고건설기계수출진흥센터

## 같이 보기
- 대한건설기계협회
- 대한건설기계매매협회
- 한국건설기계정비협회